# 黄香
黃香（68年—122年）（汉明帝永平十一年至延光元年），字文强，江夏云梦人（今湖北省孝感市云梦縣）。東漢大臣，歷任尚書郎、左丞、尚書令，官至魏郡太守，後被免官。為《二十四孝》中扇枕温衾的主角。

## 生平

### 扇枕温衾
黃香九歲時，母親便過世了，黃香對她非常思念、悲哀，整日都十分憔悴，喪事甚至辦得有過禮節，鄉里都稱他孝順至極。而黃家家贫，黃香辛勤工作，盡心盡力照顧父親。每當炎炎的夏日到來時，（黃香）就用扇子對着父親的帳子扇風，讓枕頭和席子更清涼，並使蚊蟲遠遠地避開黃香父親的帳子，讓父親可以更舒服的睡覺；到了寒冷的冬天，（黃香）就用自己的身體讓父親的被子變得溫暖，好讓父親睡覺時覺得暖和。

### 天下無雙
在他十二歲時，當地太守劉護聽到他的孝行便召募他為門下孝子，對他甚為愛敬。黄香便能學到多部經典，研究、精於道術，能書寫文章，京師有號為「天下無雙，江夏黃香（一說為江夏黃童）」後來擔任郎中。在84年，漢章帝詔黃香到東觀（洛邑宮殿的藏書處），閱覽一些未見過的書籍。後來黃香回京，遇上千乘貞王劉伉加冠，漢章帝在中山府邸殿下面見黃香，對各王侯說：「此『天下無雙，江夏黃香』者也。（這個就是『天下無雙，江夏黃香』的由來了。）」左右都對黃香改變看法。
後召為詣安福殿討論政事，拜尚書郎，數次陳情得失，賞賜日漸增加。常一個人在辦公臺上睡著，日日夜夜都不離開省府，漢章帝知道後大加欣賞。92年，拜為左丞，本來功績已滿，應該遷離，但漢和帝挽留，增其俸祿。94年，再遷尚書令。後和帝想讓黃香轉任東郡太守 ，但黃香上疏推辭，和帝亦珍惜黃香的才能，便留任為尚書令，再增俸祿二千石，賜三十萬錢。後管理各重要官員，和帝十分親重，而黃香繼續勤力工作、恭敬行事，憂公如家。

### 寵遇甚濃
100年，東平清河上奏妖言告卿仲遼等人，連及千人受罪。黃香分別提出證據上奏，存活許多人。每當郡國疑似有罪時，總是務求減輕罪行等級，愛惜人命，每次都有憂心、濟助。又曉得邊防事務，軍、政平衡，都能掌握。
和帝道他精練、勤力，數次加倍賜、獎賞，遇上疾病定必問候，賜與醫藥。在位時多有上薦賢達，寵遇甚濃，有人甚至譏諷他的寵信太過。

### 為民之吏
122年 ，遷為魏郡太守。當地郡中有一塊舊的園田，常與別人分開耕種，有數千斛的收穀。黃香說：「田令『商者不農』，王制『仕者不耕』，伐冰食祿之人，不與百姓爭利。（田令有說『為商的人不農耕』，王制亦有說『為官的人不耕作』，卿大夫、食俸祿的人，不可與百姓爭奪利益。）」便將田地交給百姓耕種。
又當時大水暴漲，引起飢荒，黃香便分俸祿及之前得到的賞賜救濟窮人，於是儲起大量糧食的人家都捐出義穀，幫助官府借貸給百姓，令飢荒的人民渡過難關。不過，後來还是因大水泛暴漲而被免官，數月後在家逝世。《楚国先贤传校注·黄香》注释称黄香“因发生水灾，措置未周而免官”。也有人认为黄香是因天人感应加官场逼迫而免官。著有賦、牋、奏、書、令五篇。

## 性格
黃香為人極盡孝義。又勤於政務，愛惜人命，以救人為要，以百姓為首，親自捐出錢財救濟百姓，起了帶頭作用。

## 家庭

### 子
- 黃瓊。同為東漢朝臣，多次稱疾不仕。

### 孙
- 黄氏，黄琼女，嫁刘焉。

### 曾孫
- 黃琬，黃瓊之孫，父早亡。因黨錮之禍被廢，後參與誅殺董卓。

## 評價
《後漢書》贊曰：「情志既動，篇辭為貴。抽心呈貌，非彫非蔚。殊狀共體，同聲異氣。言觀麗則，永監淫費。」
《二十四孝》詩曰：「冬月温衾暖，炎天扇枕凉。儿童知子职，千古一黄香。」
京師有號為：「天下無雙，江夏黃香」
漢章帝：「此『天下無雙，江夏黃香』者也。」
傳統蒙書《三字經》亦有「香九齡，能溫席。孝於親，所當執。」，以他的故事來教導兒童孝順的道理。

## 延伸阅读
[在维基数据编辑]
 《後漢書·卷80上》，出自范晔《後漢書》
 《東觀漢記》
 在维基共享资源阅览影像